# Корсиканска скатия
Корсиканска скатия (Carduelis corsicana) е вид птица от семейство Чинкови (Fringillidae).

## Разпространение
Видът е разпространен в Корсика, Сардиния и на италианските острови Елба, Капрая и Горгона.